# 인권도서관
인권도서관(人權圖書館, Human Rights Library)은 다양한 인권관련 자료를 수집·정리·보존하여 인권단체 및 일반국민에게 제공하기 위해 설립된 대한민국 국가인권위원회 소속기관이다. 서울특별시 중구 삼일대로 340 (저동 1-2) 나라키움저동빌딩에 위치하고 있다.
분관으로, 부산분관, 광주분관, 대구분관, 대전분관을 두고 있다.

## 도서 현황(2011년 6월말 기준)
| 자료 유형  | 계                                    |
| ---------- | ------------------------------------- |
| 단행본     | 25,433종 35,529권                     |
| 비도서자료 | 3,161종 4,244점                       |
| 연속간행물 | 149종                                 |
| Web - DB   | 5종 (학술정보 3종 / 법률정보 2종)     |
| 전자책     | 308종                                 |
| 특수자료   | 208종 227권(비도서 포함), 연간물 20종 |

## 이용 시간
- 09 : 00 ~ 18 : 00
- 점심시간(12 : 00 ~ 13 : 00), 토/일요일 및 공휴일은 휴관

## 같이 보기
- 국립중앙도서관
- 국립세종도서관
- 국립어린이청소년도서관
- 국회도서관
- 법원도서관
- 철도도서관
- 나라셈도서관
- 농업과학도서관